# Чесница
Чесница је округли обредни хљеб или колач, који је неизоставан дио божићног доручка у српској традицији. Припрему чеснице могу пратити разна правила и обреди. Уобичајено је да се у тијесто за чесницу стави новчић, а према мјесним обичајима и неки други ситни предмети. Чесница се на почетку божићног ручка окрене три пута слијева надесно, након чега је чланови породице разломе међу собом. Вјерује се да ће особа која нађе новчић у свом комаду хљеба бити посебно срећне руке у наредној години.

## Припрема
Чесницу припремају домаћин или домаћица на Бадњи дан или рано ујутру на Божић; мијеси се обично са пшеничним брашном. Вода за тијесто у неким крајевима доноси се на Божић прије свитања са извора или бунара, у које се баци прегршт жита. Ову воду називају јаком водом, придајући јој посебну благотворну снагу. Припрему хљеба могу пратити разна правила: брашно се узима само из пуне вреће; вода за тијесто доноси се са три извора; особа која ће спремати чесницу мора се претходно окупати, итд. У источној и јужној Србији, рукама улијепљеним тијестом домаћин или домаћица хватају воћке, кошнице и стоку да би их учинили плоднијима.
Често се у тијесто убаци новчић, који се може чувати и користити у ову сврху из године у годину, нарочито ако је од племенитог метала. У неким предјелима у тијесто се ставе и фигурице изрезане од дреновог дрвета, које представљају живину, волове, краве, свиње, пчеле итд. Понегдје убацују зрна жита и боба, орахе, чуперке вуне, прутиће, и ивере од разних грађевина. У Семберији се у тијесто стави комадић првог ивера насталог сјечењем бадњака; народ објашњава да се ово чини „ради пчела“. Горња површина обликованог тијеста може бити пред печење украшена разним симболима, као што су христограм, звијезде, кругови, отисци кључева и чешљева.
У Војводини се чесница прави у облику слатког колача. Као основа користе се танке коре, као за гибаницу. Некада су биле у кући развлачене, данас често куповне. Од њих се чесница припрема постављањем кора у листовима са надевом од меда, шећера и ораха између. Понегде су се ко надев могли наћи и мак, суво грожђе и ситно или натрто воће. Поступак је сличан припремању баклаве, само што је војвођанска чесница сува. Током припреме убацује се дукат или вредан метални новчић у неки од средишњих слојева. Оваква чесница се обично не ломи, већ се сече и раздељује укућанима. Чесница у облику суве пите настала је као одговор српског народа у Аустроугарској на порез сечења славског колача, чеснице који је увела царица Светог римског царства, Марија Терезија. Царица је веровала да се храна тим православним и српским обичајима разбацује, а порез је деловао и као одлично решење за пуњење државне ризнице сходно великом броју српског становништва. У супротно од очекиваног великог опорезивања десио се инат у српском народу широм државе и уместо мешања хлебног колача прешло се на прављење слатке суве пите од ораха која се већ секла у припреми, стога није било потребе да се сече накнадно као хлебна чесница и није потпадала под порез.

## Божићни ручак
Божићни ручак је традиционално најсвечанији ручак у току цијеле године. Почиње око подне или нешто раније, кад чланови породице посједају за сто, те на знак домаћина устану. Домаћин се прекрсти, упали свијећу, окади укућане и кућу, па очита молитву, након чега се сви међусобно изљубе говорећи: „Мир божји, Христос се роди.“ Домаћин са једним чланом породице окреће чесницу три пута слијева надесно, а затим укућани ломе хљеб међу собом пазећи да не отпадне ни једна мрва.
До три комада хљеба оставе се са стране: један за одсутне укућане (ако их има), један за путника намјерника, један за полазника (ако није присутан), а остатак се поједе током ручка. Сматра се да ће укућанин који нађе новчић у свом комаду чеснице бити посебно успјешан и срећан у наредној години. Домаћин или домаћица у неким предјелима покушавају да откупе тај новчић од онога коме је припао. Остали предмети скривени у хљебу указују на дјелатности у којима ће они који их нађу у свом комаду чеснице имати највише успјеха.
У неким крајевима, као што су Бока которска и Буковица у сјеверној Далмацији, чесница се не ломи и не једе током божићног ручка, већ се са забоденом свијећом постави на сто или на неко истакнуто мјесто у близини. Домаћин пали ову свијећу на почетку божићног ручка. У Буковици се око ње забоду гранчице маслине или ловора. У Боки которској, датум кад се чесница једе варира од краја до краја; то може бити и послије Светог Саве, више од двадесет дана након Божића. У неким предјелима само се пола чеснице поједе за Божић, док се друга половина одвоји и поједе седам дана касније, на Мали Божић—Нову годину по Јулијанском календару.

## Разни обичаји
Чесница се у неким крајевима употребљавала за гатање. У Босни су правили засјеке на горњој површини тијеста спремног за печење и стављали у њих сјемена разних усјева. Што би се више неки засјек надигао током печења, то би принос одговарајућег усјева требало да буде обилатији у наредној години. У Јадру су гатали по жеравицама од бадњака које су стављали на чесницу, намијенивши их појединачно разним врстама жита и стоке. Вјеровали су да ће бити највише онога чија жеравица најдуже сија и на којој остане највише пепела. Да би жито обилато родило, понегдје су на чесницу стављали посуду напињену житом.
Вук Караџић је забиљежио сљедећи обичај у Херцеговини. Два човјека би окретала чесницу између себе, при чему би један од њих питао: „Милам ли се?“ тј. да ли се промаља иза чеснице. Други би одговорио: „Милаш мало“, након чега би први рекао: „Сад мало, а догодине нимало.“ Сврха овог обичаја је била да се призове обилат род жита у години која долази. Сродан обред забиљежен је у 12. вијеку међу Западним Словенима на острву Риген (Рујан) у Балтичком мору. Они су били поклоници култа бога Свантовита, којем су подигли велики храм на рту Аркона. Дански историчар Саксон Граматик описао је у свом дјелу „Gesta Danorum“ празник посвећен Свантовиту, који се одржавао испред храма сваке године након жетве. У једном од обреда, држали би испред кипа Свантовита усправљен округли хљеб велик као човјек, премазан медом. Свештеник би зашао за хљеб, па би питао окупљени народ да ли га виде. Након што би ови одговорили да га виде, свештеник би изразио жељу да га догодине не виде. Циљ овог обреда је био да обезбиједи родност жита у наредној години.